# Vancouver 2010 (videogioco)
Vancouver 2010 è il videogioco ufficiale dei XXI Giochi olimpici invernali, tenutisi a Vancouver nel 2010. Sviluppato da Eurocom, è stato distribuito da SEGA per PS3, Xbox 360 e Windows. Una conversione ad opera di GameHouse è uscita per i sistemi iOS il 16 febbraio 2010.

## Accoglienza
La rivista Play Generation lo classificò come il secondo migliore titolo di sport del 2010.